# Danh sách thể loại âm nhạc
Đây là danh sách những thể loại và phong cách âm nhạc hay đơn giản là danh sách các dòng nhạc. Những tiêu chí được đưa vào để phân loại các thể loại nhạc là: chức năng, đối tượng, xuất xứ, phân bố địa lý, lịch sử, những đặc trưng về kĩ thuật, nhạc cụ và sản xuất, và sự pha trộn giữa những thể loại khác nhau. Danh sách có sử dụng hệ thống thể loại nhạc của Allmusic.

## Thể loại nhạc theo các tiêu chí

### Ba nhánh của âm nhạc
Một số nhà nhạc học như Philip Tagg đã phân chia âm nhạc thành ba nhánh, mà phân biệt rõ ràng với nhau dựa trên một số tiêu chí nhất định:
- Âm nhạc cổ điển hay nhạc nghệ thuật: nhạc giao hưởng và opera
- Âm nhạc truyền thống hay nhạc dân gian, dân ca, nhạc folk
- Âm nhạc đại chúng hay nhạc phổ thông, nhạc nhẹ

### Thể loại nhạc theo chức năng
- Tình khúc hay tình ca - các ca khúc viết về tình yêu
- Nhạc thiếu nhi, đồng dao và hát ru
- Âm nhạc tôn giáo: thánh ca, nhạc phúc âm, thánh ca Gregory, và các bài ca spiritual.
- Âm nhạc quân sự: hành khúc, quốc ca, trường ca, nhạc cách mạng, nhạc lính
- Âm nhạc chiến tranh, nhạc phản kháng và nhạc phản chiến
- Nhạc khiêu vũ
- Soundtrack: nhạc phim, nhạc video game, opera, cabaret, music hall, operetta, zarzuela, filmi và các thể loại khác.
- Ngâm thơ
- Nhạc hài kịch (comedy) và nhạc nhại (parody)
- Nhạc cho các sự kiện đặc biệt: nhạc Giáng Sinh, nhạc đám cưới, nhạc tang lễ, nhạc mừng sinh nhật

### Một số cách phân loại khác
Phân loại theo nhạc cụ chủ đạo
- Thanh nhạc và khí nhạc
- Nhạc acoustic và nhạc điện tử

Phân loại theo hãng phát hành
- Âm nhạc độc lập
- Âm nhạc chính thống

Phân loại thị trường âm nhạc
- Âm nhạc đại chúng hay Nhạc pop
- Âm nhạc ngầm hay  Nhạc underground

## Các trường phái âm nhạc cổ điển
Các phong cách và giai đoạn chính của âm nhạc cổ điển gồm có:
- Trung cổ
- Phục hưng
- Baroque
- Cổ điển
- Lãng mạn
- Thế kỷ XX
- Âm nhạc đương đại
- Thế kỷ XXI

Các trào lưu và chủ nghĩa có ảnh hưởng đến âm nhạc cổ điển và đại chúng bao gồm:
- Chủ nghĩa hiện đại (Modernism)
- Chủ nghĩa hậu hiện đại (Postmodernism)
- Chủ nghĩa tân cổ điển (Neoclassicism)
- Chủ nghĩa tân lãng mạn (Neoromanticism)
- Chủ nghĩa tối giản (Minimalism)
- Chủ nghĩa hậu tối giản (Postminimalism)
- Chủ nghĩa toàn thể  (Totalism)
- Chủ nghĩa chuỗi (Serialism)
- Chủ nghĩa ấn tượng (Impressionism)
- Chủ nghĩa biểu hiện (Expressionism)
- Chủ nghĩa tương lai (Futurism)
- Nhạc phi chủ âm (Atonality)
- Nhạc thử nghiệm (Experimental music)
- Trường phái Viên thứ hai
- Nhạc Galante
- Nhạc acoustic điện tử
- Musique concrète
- Âm nhạc trừu tượng và âm nhạc chương trình

## Các thể loại âm nhạc dân gian
Nhạc dân gian (folk music) bao gồm cả nhạc truyền thống (traditional music) và thể loại nhạc xuất phát từ nhạc truyền thống được phát triển trong suốt thế kỷ XX đến nay. Đôi khi nhạc dân gian còn được gọi với tên world music (âm nhạc thế giới). Hai nhánh chính của nhạc dân gian là:
- Nhạc dân gian truyền thống
- Nhạc dân gian đương đại

Đây là danh sách các thể loại âm nhạc dân gian theo khu vực:
- Châu Mỹ
- Châu Á
- Châu Âu
- Trung Đông và Bắc Phi
- Châu Phi cận Sahara
- Châu Úc

## Các thể loại âm nhạc đại chúng
Được chia làm các nhóm chính: pop, rock, jazz, blues, R&B/soul, hip hop, nhạc đồng quê, folk đương đại, nhạc điện tử, nhạc dance, easy listening và avant-garde. Ngoài ra còn có các thể loại âm nhạc đại chúng của khu vực Mỹ Latinh, vùng Caribe, Brasil, châu Phi và châu Á.

### Pop
- Nhạc pop Ả Rập
- Nhạc pop Ấn Độ
- Nhạc pop Áo
- Nhạc pop Balkan
- Baroque pop
- Bubblegum pop
- Bedroom pop
- Classical crossover
- C-pop
- Cantopop
- Nhạc pop đồng quê
- Dance-pop
- Nhạc disco Ba Lan
- Nhạc pop tiếng Đài Loan
- Nhạc pop tiếng Anh Hồng Kông
- Electropop
- Nhạc nhịp điệu châu Âu
- Nhạc pop châu Âu
- Pop sunda
- Nhạc pop Iran
- Nhạc sàn Italia
- Nhạc disco Italia
- Jangle pop
- J-pop
- K-pop
- Nhạc pop Latinh
- Levenslied
- Mandopop
- Nhạc pop México
- Motorpop
- Nhạc pop Hà Lan
- New romantic
- Operatic pop
- Nhạc pop tiếng Pháp
- Pop rap
- Psychedelic pop
- Nhạc pop tiếng Nga
- Soft rock
- Sophisti-pop
- Space age pop
- Sunshine pop
- Surf pop
- Swamp pop
- Synthpop
- Teen pop
- Nhạc pop Thái Lan
- Nhạc pop Thổ Nhĩ Kỳ
- Nhạc pop truyền thống
- Vispop
- V-pop
- Wonky Pop

### Rock
- Neue Deutsche Härte
- Alternative rock
  - Britpop
    - Post-Britpop

  - Dream pop
  - Grunge
    - Post-grunge

  - Indie pop
    - Dunedin Sound
    - Twee Pop

  - Indie rock
  - Industrial rock
  - Noise pop
  - Sadcore
  - Shoegazing
  - Slowcore
- Art rock
- Beat music
- Nhạc rock Hoa ngữ (C-rock)
- Christian rock
- Dark cabaret
- Experimental rock
- Electronic rock
- Folk rock
- Garage rock
- Glam rock
- Hard rock
- Heavy metal
  - Alternative metal
    - Nu metal

  - Black metal
    - Viking Metal

  - Christian metal
  - Death metal
    - Melodic Death Metal
    - Technical Death Metal
    - Goregrind

  - Doom metal
  - Drone metal
  - Folk metal
    - Celtic metal
    - Medieval metal

  - Funk metal
  - Glam metal
  - Gothic metal
  - Industrial metal
  - Metalcore
    - Deathcore
    - Mathcore

  - Power metal
  - Progressive metal
    -       - Djent

  - Sludge metal
  - Speed metal
  - Stoner metal
  - Symphonic metal
  - Thrash metal
    - Crossover Thrash Metal
    - Groove metal
- Jazz-Rock
- Math rock
- New Wave
  - World Fusion
- Paisley Underground
- Desert rock
- Pop rock
- Post-metal
- Post-rock
- Power pop
- Progressive rock
  - Canterbury scene
  - Krautrock
  - New Prog
  - Rock in Opposition
  - Space rock
- Psychedelic rock
  - Acid rock
  - Freakbeat
  - Neo-psychedelia
  - Raga rock
- Punk rock
  - Anarcho punk
    - Crust punk
      - D-beat

  - Art punk
  - Deathrock
  - Digital Hardcore
  - Folk punk
    - Celtic punk
    - Cowpunk
    - Gypsy punk

  - Garage punk
  - Grindcore
    - Crustgrind
    - Noisegrind

  - Hardcore punk
    - Post-hardcore
      - Emo
        - Screamo

    - Thrashcore
    - Crossover Thrash Metal
    - Powerviolence
    - Street punk

  - Horror punk
  - Pop punk
  - Post-punk
  - Post-punk revival
  - Psychobilly
  - Riot grrrl
  - Ska punk
    - Skacore

  - Skate Punk
  - Gothic rock
  - No Wave
  - Noise rock
- Rap rock
  - Rap metal
  - Rapcore
- Rock and roll
- Southern rock
- Sufi rock
- Surf rock
- Visual kei
  - Nagoya kei

### Jazz
- Acid jazz
- Asian American jazz
- Avant-garde jazz
- Bebop
- Boogie-woogie
- Bossa nova
- British dance band
- Cape jazz
- Chamber jazz
- Continental Jazz
- Cool jazz
- Crossover jazz
- Cubop
- Dixieland
- Ethno jazz
- European free jazz
- Free funk
- Free improvisation
- Free jazz
- Gypsy jazz
- Hard bop
- Jazz blues
- Jazz-funk
- Jazz fusion
- Jazz rap
- Jazz rock
- Kansas City blues
- Kansas City jazz
- Nhạc jazz Latinh
- M-Base
- Mainstream jazz
- Modal jazz
- Neo-bop jazz
- Neo-swing
- Novelty ragtime
- Nu jazz
- Orchestral jazz
- Post-bop
- Punk jazz
- Ragtime
- Shibuya-kei
- Ska jazz
- Smooth jazz
- Soul jazz
- Stride jazz
- Straight-ahead jazz
- Swing
- Third stream
- Trad jazz
- Vocal jazz
- West Coast Gypsy jazz
- West Coast jazz
- Zeuhl

### Blues
- Nhạc blues châu Phi
- Blues rock
- Blues shouter
- Nhạc blues Anh Quốc
- Nhạc blues Canada
- Nhạc blues Chicago
- Classic female blues
- R&B đương đại
- Nhạc blues đồng quê
- Delta blues
- Detroit blues
- Electric blues
- Gospel blues
- Hill country blues
- Hokum blues
- Jazz blues
- Jump blues
- Kansas City blues
- Louisiana blues
- Memphis blues
- Piano blues
- Piedmont blues
- Punk blues
- Rhythm and blues
- Soul blues
- St. Louis blues
- Swamp blues
- Nhạc blues Texas
- Nhạc blues bờ Tây

### R&B/Soul
- Boogaloo
- Doo wop
- Funk
  - Deep Funk
  - Disco
    - Post-disco
    - Boogie

  - Go-go
  - P-Funk
- Grime
- Motown
- New jack swing
- Slow jam
- Soul
  - Blue-eyed soul
  - Brown-eyed soul
  - Hip hop soul
  - Northern soul
  - Neo soul
- PBR&B
- Quiet storm
  - R&B đương đại

### Hip hop
- Hip hop trường phái cũ
- Hip hop trường phái mới
- Golden age hip hop
- Alternative hip hop
- Avant-garde hip hop
- Chopped and screwed
- Christian hip hop
- Conscious hip hop
- Country-rap
- Crunk
- Crunkcore
- Electro music
- Freestyle music
- Freestyle rap
- G-Funk
- Gangsta rap
- Ghetto house
- Ghettotech
- Grime
- Hardcore hip hop
- Hip hop soul
- Hip house
- Hip pop
- Horrorcore
- Hyphy
- Industrial hip hop
- Hip hop hòa tấu
- Jazz rap
- Lyrical hip hop
- Mafioso rap
- Nerdcore hip hop
- New jack swing
- Political hip hop
- Ragga
- Reggaeton
- Rap opera
- Rap rock
  - Rap metal
  - Rapcore
- Snap music
- Turntablism
- Underground hip hop
- Nhạc hip hop bờ Đông
  - Baltimore club
  - Brick City club
  - Hardcore hip hop
  - Mafioso rap
- Midwest hip hop
  - Nhạc hip hop Chicago
    - Ghetto house - từ Chicago, Illinois

  - Detroit hip hop
    - Ghettotech

  - St. Louis hip hop
  - Twin Cities hip hop
  - Horrorcore
- Southern hip hop
  - Atlanta hip hop
    - Snap music

  - Bounce music
  - Crunk
  - Nhạc hip hop Houston
    - Chopped and screwed

  - Miami bass
- Nhạc hip hop bờ Tây
  - Nhạc rap Chicano
  - Gangsta rap
  - G-funk
  - Hyphy
  - Jerkin'
- Bongo Flava
- Cumbia rap
- Hiplife
- Kwaito
- Low Bap
- Merenrap
- Motswako
- Nhạc reggae tiếng Tây Ban Nha
- Reggaeton
- Songo-salsa
- Trip hop (hay Bristol sound)
- Urban Pasifika

Không có thể loại nhạc hiphop

### Nhạc đồng quê
- Alternative country
  - Cowpunk
  - Nhạc blues đồng quê
  - Hellbilly music
  - Hokum
  - Outlaw country
  - Progressive country
  - Psychobilly/Punkabilly
  - Zydeco
  - Nhạc rap đồng quê
  - Red Dirt
  - Rockabilly
  - Nhạc rock đồng quê/Cosmic American music
  - Nhạc soul đồng quê
  - Techno-Country
  - Nhạc đồng quê Texas
- Americana
- Nhạc đồng quê Úc
- Bakersfield sound
- Bluegrass
  - Old-time bluegrass/Appalachian bluegrass
  - Progressive bluegrass
  - Reactionary bluegrass
- Cajun, Cajun fiddle tunes
- Christian country music
- Classic country
- Close harmony
- Nhạc miền Tây/Cao bồi
- Dansband
- Franco-country
- Nhạc vùng Vịnh và miền Tây
- Honky Tonk
- Nhạc đồng quê hòa tấu
- Lubbock Sound
- Nashville Sound/Countrypolitan
- Neotraditional Country
- New country
- Nhạc pop đồng quê/Cosmopolitan country
- Sertanejo
- Nhạc đồng quê truyền thống
- Truck-driving country
- Western swing

### Folk đương đại
- Nhạc folk đương đại
- Indie folk
- Neofolk
- Progressive folk
- Anti-folk
- Freak folk
- Filk music
- American folk revival
- British folk revival
- Industrial folk
- Techno-folk
- Psychedelic folk

### Nhạc điện tử
- Ambient
  - Ambient dub
  - Ambient house
  - Ambient techno
  - Dark ambient
  - Nhạc drone
  - Illbient
  - Isolationism
  - Lowercase
- Asian Underground
- Breakbeat
  - Acid breaks
  - Baltimore Club
  - Big beat
  - Breakbeat hardcore
    - Hardcore breaks

  - Broken beat
  - Florida breaks
  - Nu skool breaks
  - 4-beat
- Chiptune
  - Bitpop
  - Game Boy
  - Nintendocore
  - Nhạc Video game
  - Yorkshire Bleeps and Bass
- Disco
  - Cosmic disco
  - Nhạc disco Ba Lan
  - Nhạc pop châu Âu
    - Nhạc disco châu Âu

  - Space disco
  - Nhạc disco Italia
  - Nu-disco
- Downtempo
  - Acid jazz
  - Balearic Beat
  - Chill out
  - Dub music
  - Dubtronica
  - Ethnic electronica
  - Moombahton
  - Nhạc New Age
  - Nu jazz
  - Trip hop
- Drum and bass
  - Darkcore
  - Darkstep
  - Drumfunk
  - Drumstep
  - Hardstep
  - Intelligent drum and bass
  - Jump-Up
  - Liquid funk
  - Neurofunk
  - Oldschool jungle
    - Darkside jungle
    - Ragga-jungle

  - Raggacore
  - Sambass
  - Trancestep
- Electro
  - Crunk
  - Electro backbeat
  - Electro-grime
  - Electropop
- Electroacoustic
  - Acousmatic music
  - Computer music
  - Electroacoustic improvisation
  - Field recording
  - Live electronics
  - Live coding
  - Musique concrète
  - Soundscape composition
  - Tape music
- Electronica
  - Berlin school
  - Chillwave
  - Electronic art music
  - Nhạc dance điện tử (EDM)
  - Folktronica
  - Freestyle music
  - IDM
  - Glitch
  - Laptronica
  - Rave breaks
  - Skweee
  - Sound art
  - Synthcore
- Nhạc rock điện tử
  - Alternative dance
    - Baggy
    - Madchester

  - Dance-punk
  - Dance-rock
  - Dark Wave
  - Electroclash
  - Electropunk
  - Ethereal Wave
  - Indietronica
  - New rave
  - Space rock
  - Synthpop
  - Synthpunk
  - Trip rock
- Nhạc sàn
  - Bubblegum dance
  - Nhạc trance châu Âu
  - J-pop
  - Nhạc sàn Italia
  - Turbofolk
- Hardcore/Nhạc bốc
  - Bouncy house
  - Bouncy techno
  - Breakcore
  - Darkcore
  - Digital hardcore
  - Doomcore
  - Gabber
  - Happy hardcore
  - Hardstyle
    - Dubstyle

  - Jumpstyle
  - Makina
  - Speedcore
  - Terrorcore
  - UK hardcore
- Hi-NRG (nhạc sinh lực mạnh)
  - Nhạc nhịp điệu châu Âu
  - Hard NRG
  - New Beat
- House
  - Acid house
  - Nhạc house Chicago
  - Deep house
  - Diva house
  - Nhạc house Hà Lan
  - Electro house
  - Nhạc house kiểu Pháp
  - Freestyle house
  - Funky house
  - Future house
  - Ghetto house
  - Hardbag
  - Hip house
  - Nhạc house Italia
  - Nhạc house Latinh
  - Minimal house/Microhouse
  - Progressive House
  - Nhạc quẩy
  - Swing house
  - Tech house
  - Tribal house
  - UK Hard house
  - US garage
  - Vocal house
- Industrial
  - Aggrotech
  - Coldwave
  - Cybergrind
  - Dark electro
  - Death industrial
  - Electronic body music
    - Futurepop

  - Electro-Industrial
  - Industrial metal
    - Neue Deutsche Härte

  - Industrial rock
  - Noise
    - Japanoise
    - Power noise
    - Power electronics

  - Witch House/Drag
- Post-disco
  - Boogie
  - Dance-pop
- Progressive
  - Progressive breaks
  - Progressive drum & bass
  - Progressive House/Trance
    - Disco house
    - Dream house
    - Space house

  - Progressive techno
- Techno
  - Acid techno
  - Detroit techno
  - Free tekno
  - Ghettotech
  - Minimal
  - Nortec
  - Rotterdam techno
  - Schranz / Hardtechno
  - Symphonic techno
  - Tecno brega
  - Techno-DNB
  - Techstep
  - Toytown Techno
- Nhạc trance
  - Acid trance
  - Classic trance
  - Dream trance
  - Nhạc trance châu Âu
  - Goa trance / Psychedelic trance
    - Dark psytrance
    - Full on
    - Psyprog
    - Psybient
    - Psybreaks
    - Suomisaundi

  - Hard trance
  - Tech trance
  - Uplifting trance
    - Orchestral Uplifting

  - Vocal trance
- UK garage
  - 2-step
  - 4x4
  - Bassline
  - Breakstep
  - Dubstep
  - Funky
  - Grime
  - Speed garage

### Nhạc dễ nghe
- Nhạc Background
- Nhạc beautiful
- Nhạc elevator
- Nhạc furniture
- Nhạc lounge
- Middle of the road
- Adult Contemporary
- Nhạc New Age

### Avant-Garde
- Nhạc thử nghiệm
- Noise
- Lo-fi
- Musique concrète

### Mỹ Latinh
- Axé
- Bachata
- Baithak Gana
- Bossa Nova
- Calypso
- Chutney
- Chutney soca
- Cumbia
- Funk Carioca
- Huayño
- Kompa
- Mambo
- Mariachi
- Merengue
- Nhạc đại chúng Brasil
- Ranchera
- Reggaeton
- Salsa
- Samba
- Soca
- Son
- Tango
- Tejano
- Tropicalismo
- Zouk

### Caribe
- Bélé
- Benna
- Biguine
- Bouyon music
- Cadence-lypso
- Cadence rampa
- Calypso
- Cha-cha-cha
- Chanté mas
- Chutney
- Chutney Soca
- Compas music
- Dancehall
- Dub
- Extempo
- Fungi
- Goombay
- Gwo ka
- Nhạc hip hop Haiti
- Jing ping
- Junkanoo
- Jwé
- Kadans
- Kumina
- Lovers rock
- Mento
- Méringue
- Mini-jazz
- Parang
- Quimbe
- Rapso
- Ragga
- Rara
- Rasin
- Reggae
- Reggae fusion
- Ripsaw
- Rocksteady
- Roots reggae
- Ska
- Soca
- Spouge
- Steelpan
- Tumba
- Tambu
- Tuk
- Zouk

### Brasil
- Samba
- Choro
- Frevo
- Maracatu
- Bossa Nova
- Tropicalia
- Nhạc đại chúng Brasil (MPB)
- Forró
- Samba rock
- Brega
- Pagode
- Funk Carioca
- Axé
- RAP
- Lambada
- zouk-lambada
- Sertanejo
- Nhạc rock Brasil
- Tecnobrega

### Châu Phi
- Afrobeat
- Apala
- Benga
- Bongo Flava
- Bikutsi
- Cape Jazz
- Chimurenga
- Fuji music
- Genge
- Highlife
- Hiplife
- Isicathamiya
- Jit
- Jùjú
- Kapuka  aka Boomba
- Kizomba
- Kuduro
- Kunnapaal
- Kwela
- Makossa
- Maloya
- Marrabenta
- Mbalax
- Museve  aka Sungura
- Mbaqanga
- Mbube
- Morna
- Palm-wine
- Raï
- Reggae
- Rumba
- Sakara
- Sega
- Semba
- Soukous hay còn gọi là Congo, Lingala hay rumba châu Phi
- Taarab
- Zouglou Bờ Biển Ngà

### Châu Á
- Anison
- Baila
- Bhangra
- Bollywood music
- Dangdut
- Enka
- Kayōkyoku
- Luk thung
  - Luk krung
- Manila Sound
- Morlam
- Nhạc đỏ
- Nhạc tiền chiến
- Nhạc trẻ
- Nhạc vàng
- Onkyokei
- K-pop
- J-pop
- V-pop
- Taiko

## Danh mục tài liệu
- Borthwick, Stuart, & Moy, Ron (2004) Popular Music Genres: An Introduction. Edinburgh: Edinburgh University Press.
- Fabbri, Franco (1982) A Theory of Popular Music Genres: Two Applications. In Popular Music Perspectives, edited by David Horn and Philip Tagg, 52-81. Göteborg and Exeter: A. Wheaton & Co., Ltd.
- Frith, Simon (1996) Performing Rites: On the Value of Popular Music. Cambridge, Massachusetts: Harvard University Press.
- Holt, Fabian (2007) Genre in Popular Music. Chicago: University of Chicago Press.
- Negus, Keith (1999) Music Genres and Corporate Cultures. London and New York: Routledge.